# Gurami całujący
Gurami całujący, całusek, całusek Temmincka (Helostoma temminkii) – gatunek słodkowodnej ryby, jedyny przedstawiciel rodziny całuskowatych (Helostomatidae) i rodzaju Helostoma. Często hodowana jako ryba akwariowa.

## Występowanie
Zasiedla wody w rejonie Tajlandii, Półwyspu Malajskiego, Sumatry, Jawy i Borneo.

## Charakterystyka
Charakterystyczne grube, mięsiste wargi z drobnymi wyrostkami ułatwiające zeskrobywanie glonów.
W naturze dorasta do 30 cm, w akwariach 15 – 20 cm.

## Warunki w akwarium
| Zalecane warunki w akwarium | Zalecane warunki w akwarium |
| --------------------------- | --- |
| Zbiornik                    | Minimum 100 l. Gurami lubi duże akwaria, woda nie może być zbyt często zmieniana, ale proces ten trzeba wykonywać systematycznie. |
| Temperatura wody            | 22 – 28 °C |
| Twardość wody               | miękka do twardej 5 – 20°n |
| Skala pH                    | 6,4 – 7,8 |
| Pokarm                      | żywy, płatkowany, roślinny, granulkowany                                                                                          |

## Warunki hodowlane
Jest ruchliwą, płochliwą rybą bardzo trudną do rozmnażania.
Samce bywają agresywne wobec siebie, ale ich zmagania są nieszkodliwe. W stosunku do innych ryb są pokojowo usposobione.